# El rock de la cárcel
El rock de la cárcel (título original: Jailhouse Rock) es una película musical estadounidense estrenada el 8 de noviembre de 1957, famosa por el rol protagónico de Elvis Presley y también por la canción del mismo nombre. Fue dirigida por Richard Thorpe. La película resultó un éxito y es considerada entre críticos como un clásico de la ópera rock.La escena coreográfica de Elvis cantando y bailando al compás del tema que le dio nombre a la película, «Jailhouse Rock», se convirtió en el primer videoclip de la historia.

## Argumento
Vince Everett cumple un año de sentencia en prisión por haber matado a un hombre accidentalmente en una pelea en un bar, donde pretendía defender a una joven muchacha que estaba siendo molestada por un bravucón. 
Allí en la cárcel, su compañero de celda Mickey Shaughnessy le hace despertar el interés por el mundo de la música. Everett aprende a tocar la guitarra y decide hacerse cantante. Cuando sale de la prisión se convierte en una superestrella pero el éxito se le sube a la cabeza y sus amigos le rehúyen, en especial su antiguo compañero de celda que tras salir de su confinamiento le recuerda que tenían un trato laboral de hecho y aunque Vince de mala gana cumple con lo acordado, al montar su compañero un show de música country y western sin éxito y ante la crítica de los mismos productores que consideraban el espectáculo de Mickey algo obsoleto, Vince decide emplearlo como paseador de perros.
Tras una violenta discusión y pelea con Shaughnessy que intenta aleccionarlo por su mala conducta, Vince queda momentáneamente sin voz y tiene tiempo para reflexionar. Una vez recuperada su salud Vince se redime ante sus amigos y ante el propio Mickey quien está arrepentido de haber reñido con él, y la película concluye con Everett nuevamente cantando junto a su grupo y en brazos de Peggy. 

## Reparto
- Elvis Presley  como Vince Everett, un prisionero que tras ser puesto en libertad se convierte en una estrella gracias a su talento como cantante.
- Judy Tyler como Peggy Van Alden, una promotora musical que ayuda a Vince a construir su carrera y acaba convirtiéndose en su amante.[6]
- Mickey Shaughnessy como Hunk Houghton, el compañero de celda de Vince, un cantante de western y country retirado que enseña a Vince a mejorar sus habilidades con la guitarra y posteriormente, tras quedar en libertad, se convierte en asistente de Vince.
- Vaughn Taylor como Mr. Shores, un abogado al que Vince y Peggy contratan para que lleve los asuntos de Vince.
- Jennifer Holden como Sherry Wilson, una joven estrella de Climax Studios y coestrella de Vince.
- Dean Jones como Teddy Talbot, un disc jockey que difunde la grabación debut de Vince como un favor a Peggy.[2]

## Producción
Jailhouse Rock fue la tercera película de Elvis Presley y una de las más famosas, rodada un tiempo antes de que Elvis fuese reclutado para cumplir con el servicio militar. Constituyó la primera película de Elvis para la compañía MGM. Filmada originalmente en blanco y negro, la película iba a tener como título "The hard way" ("El duro camino") y "Jailhouse kid" ("El muchacho de la cárcel") hasta que MGM finalmente plasmara el nombre definitivo de "Jailhouse Rock".  Richard Thorpe, quien tenía la fama de terminar con sus proyectos rápidamente, fue elegido para dirigir el filme, el cual fue rodado en los estudios de MGM de Culver City, California.
La primera escena en ser filmada fue la secuencia del baile de la canción del título "Jailhouse Rock".  Alex Romero, quien creó movimientos inspirados por Fred Astaire y Gene Kelly, el cual incidentalmente estaba presente en los bastidores cuando el primer ensayo de vestuario para la escena era ejecutado, hizo lo posible por coreografear la secuencia. Presley no fue convencido por la coreografía inicial de Romero, por lo tanto al día siguiente Romero tocó algo de música y le pidió a Elvis que bailara, usando sus propios movimientos para coreografear la secuencia final. Impresionado con la secuencia del baile, el mismo Kelly aplaudió el resultado. El joven bailarín Russ Tamblyn en la noche anterior al rodaje de la escena visitó a Presley en la sala del penthouse del  Beverly Wilshire Hotel en Beverly Hills. A pesar de que ellos nunca se habían visto anteriormente,  ellos se llevaron bien inmediatamente, entonces practicaron unos pocos movimientos y a la mañana siguiente Presley tenía ya la complicada escena totalmente incorporada, resultando en la escena que frecuentemente ha sido citada como su más grande momento musical en la pantalla.
El filme comenzó a rodarse el 13 de mayo de 1957. Elvis debió usar peluca y maquillaje debido a los diferentes cortes de cabello que presentaba el personaje dentro y fuera de la cárcel. la coprotagonista de la película, Judy Tyler fallecería junto a su segundo marido en un accidente automovilístico, apenas dos semanas después de finalizado el rodaje del mismo. Conmovido por ese hecho, Elvis se rehusó a asistir al estreno del mismo así como a verlo posteriormente.
Durante la filmación de la famosa secuencia del baile coreográfico, a Elvis se le desprendió una corona dental y esta se le alojó en un pulmón por lo cual Elvis fue trasladado a un hospital donde pasó la noche hasta que lograron removerla.

### Recepción de la crítica
La secuencia coreográfica del tema principal de la película, "Jailhouse Rock" es considerada como el primer videoclip de la historia.
Jailhouse Rock críticas mixtas. Una vez que fue estrenada fue vista como un escándalo porque retrataba al personaje de Vince Everett un antihéroe como un héroe convicto, la palabra "hell" (infierno) como una profanación e incluía una escena donde se mostraba a Presley en la cama con su coprotagonista Tyler. La Asociación de Padres - Maestros describió la película como "una historia trillada y explotada with bajos valores humanos". El New York Times criticó a Guy Trosper por escribir un guion donde los personajes secundarios a quienes Mickey Shaughnessey y Judy Tyler representaron, "fueron forzados a aferrarse a la voladora melena y egos del héroe en toda la película".   Cue magazine llamó a la película "un film displicente, mediocre y un insípido drama".

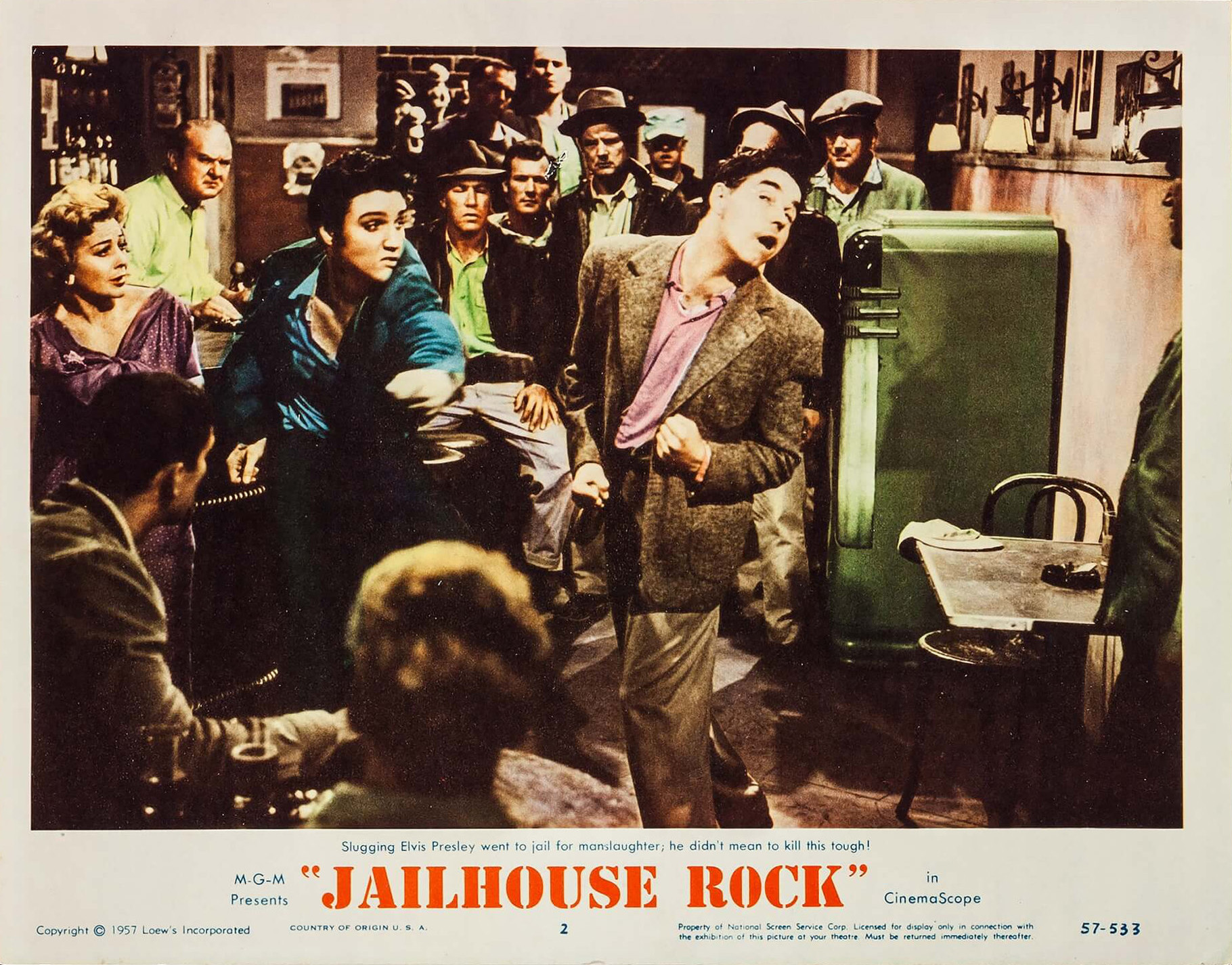
Elvis Presley en la escena de lucha en el bar

Algunas publicaciones criticaron a Presley. Times criticó su personalidad en escena mientras que The Miami News comparó el filme con una película de horror y dijo  "Solo Elvis Presley y su 'Jailhouse Rock' pueden guardar la paz con la película debut de esta personalidad que los registros muestran. En estimación del atractivo duradero de sus grotescos intérpretes". Jazz magazine Down Beat dijo "el acto de Presley fue aficionado y amable".
Otras revisiones respondieron positivamente al film. Louise Boyca de The Schenectady Gazette escribió que "su querido Elvis  consiguió el suave enfoque en la cámara y la fotografía artística" Boyca remarcó sobre los bajos costos de la producción de la película y dijo que Elvis estaba en el pináculo de su personalidad y forma de cantar". The Gadsden Times dijo "Elvis Presley no solo se demostró a sí mismo como un actor dramático sino que además reveló su versatilidad por el baile en la pantalla por primera vez. La película además contiene un estilo único de cantar de Elvis". Look favoreció la película describiendo la recepción de la audiencia en una sala de Los Ángeles que registró con clamor y frecuenciao su aprobación en lo que es precisamente descripto como el primer rol dramático de canto del artista".
Author Thomas Doherty escribió en su libro de 2002 Teenagers and Teenpics: The Juvenalization of American Movies in the 1950s: "En Jailhouse Rock, el tratamiento de la música de rock and roll tanto como contenido narrativo y como actuación cinematográfica es conocida y respetada...la elaborada coreografía para el tema del título, las largas tomas y los tiempos ininterrumpidos de la escena brindados a los otros números y el ritmo de la música - the rock and roll construye en calidad e intensidad- todo muestra una apreciación autóctona del Rock and Roll de Elvis"   El crítico Hal Erickson de AllRovi escribió que "el film es el perfecto balance de canción e historia desde el comienzo hasta el fin". Mark Deming, también crítico de AllRovi, escribió que  Jailhouse Rock fue "uno de los pocos vehículos de Presley en el que realmente se captó su cruda y sexual energía y su despreciativo carisma dentro de un film".
La página web Rotten Tomatoes le dio al film una general y fresca aprobación con un 80% de votos basados en 15 revisiones con un rating promedio de 8 sobre 10. También recibió una calificación del 72% por parte de la audiencia que votó en esa misma página. Por otra parte, Pablo Kurt de la página Filmaffinity escribió "Aunque sólo sea por ver bailar y cantar a Elvis Presley, esta película es una joya. Para la mayoría de los muchísimos fans del "rey", la mejor incursión cinematográfica -junto a "King Creole"- del mítico cantante". 
Marina Ortega de la revista Distopía escribió "Aunque era la tercera película de Presley en menos de un año, ni “Love me tender” ni “Loving you” tuvieron las pretensiones de “Jailhouse Rock”, que pretendía realmente contar una historia donde música e imagen fuesen a la par y no fuera simplemente una excusa para ver en movimiento a Elvis. El gran valor de “Jailhouse Rock” es que realmente se lo tomaron en serio".